# Gokkun

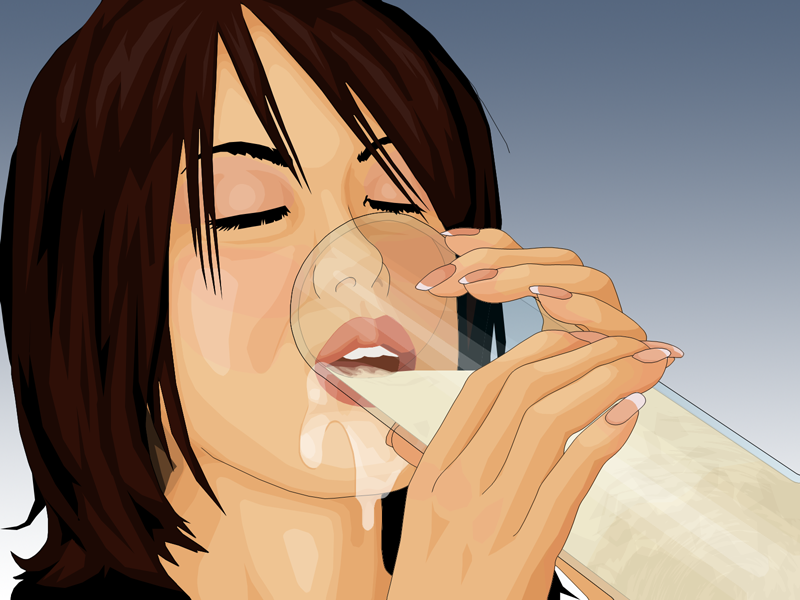
Ilustración que muestra a una mujer realizando Gokkun.

Gokkun (ごっくん?) es un género de la pornografía japonesa en el que una persona consume el semen de varios hombres.

## Etimología
El nombre se deriva de la onomatopeya emitida por la deglución. El gokkun se considera similar al bukkake, género que implica a una serie de hombres eyaculando por turno sobre una persona, pero no implica necesariamente que la persona se trague el semen. El apelativo gokkun designa a hombres eyaculando en la boca de una persona, o en un contenedor desde donde el semen es bebido.

## En la industria pornográfica
Los temas que a menudo se encuentran en los títulos gokkun incluyen a una mujer bebiendo semen de un recipiente o contenedor, o lamiendo el semen de platos, vasos u otros objetos, o snowball.
Muchas empresas japonesas de vídeo para adultos se especializan en la producción de títulos gokkun, inclusive porno heterosexual, como Moodyz, Soft on Demand y Shuttle Japan, así como los títulos homosexuales, como Coat Kuratatsu.
Los títulos gokkun también son producidos por la industria del porno en EE. UU.. Por ejemplo, en American Gokkun, serie de JM Productions, las actrices tragan el semen almacenado en diversos contenedores, tales como vasos en los que se muestra el volumen real del semen que consumen.